# Clotilde Nyssens
Pour les articles homonymes, voir Nyssens.
 (novembre 2020).
Si vous disposez d'ouvrages ou d'articles de référence ou si vous connaissez des sites web de qualité traitant du thème abordé ici, merci de compléter l'article en donnant les références utiles à sa vérifiabilité et en les liant à la section « Notes et références ».
Clotilde M.B.O. Nyssens est une députée  et sénatrice honoraire belge, née le 7 juin 1953 à Wilrijk (Anvers). Elle possède la double nationalité belge et italienne par son mari italien. Elle est membre du parti Centre démocrate humaniste.

## Formation
- École secondaire à Schaerbeek (Belgique) option gréco-latine.
- Licenciée en droit en Belgique, à l'Université catholique de Louvain.
- Diplômée en relations internationales (en Italie à l'Université de Bologne, la Johns Hopkins University).
- Licenciée en droit en Italie, à la Faculté de Droit à Bologne.

## Expérience professionnelle et politique
Après son retour d'Italie, Clotilde Nyssens a exercé la profession d'avocate en Belgique pendant 10 ans. En 1988, elle travaille pour le Parti Social Chrétien en suivant les travaux de la Commission de la Justice en Belgique. Clotilde Nyssens a été sénatrice de 1999 à 2007, et députée de 2007 à juin 2010. Elle s'est occupée de la justice, de la bioéthique, des familles et de l'enfance.
Conseillère communale à Schaerbeek et réélue pour cette fonction en octobre 2006.
En mai 2010, elle a annoncé qu'elle se retirait de la politique fédérale.

## Honneurs
Clotilde Nyssens est Chevalier de l'Ordre de Léopold.